# Jüdischer Friedhof Frielendorf

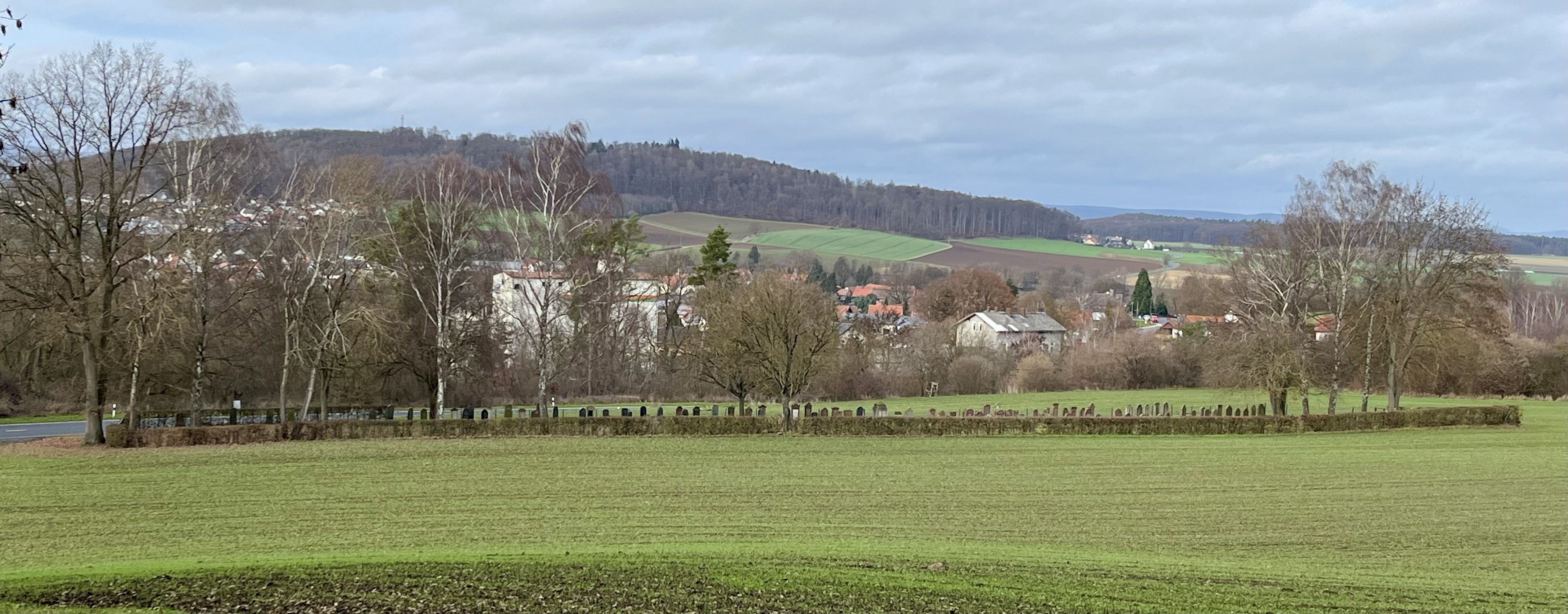
Jüdischer Friedhof Frielendorf

Der Jüdische Friedhof Frielendorf ist ein Friedhof in Frielendorf im Schwalm-Eder-Kreis in Hessen.
Der jüdische Friedhof liegt – von Frielendorf kommend – oberhalb des ehemaligen Zechengeländes unmittelbar links an der Landesstraße L 3152 nach Großropperhausen, ca. 300 Meter nach Überfahren der Brücke. Über die Größe des Friedhofes, die Anzahl der Grabstätten oder der Grabsteine gibt es keine Angaben.

## Geschichte
Ein alter jüdischer Friedhof befand sich östlich über dem Ort in der Nähe eines Bergwerkes. Dieser Friedhof wurde geschlossen, da ab 1904 die Braunkohle dort nicht mehr unterirdisch, sondern im Tagebau gewonnen wurde.
Der neue jüdische Friedhof wurde im Sommer 1923 eingeweiht. Im Winter 1923/24 wurden die Gräber des alten Friedhofes auf ihn umgebettet. Auf dem Gelände befindet sich ein Gedenkstein, der gleichzeitig Gefallenendenkmal ist. Er trägt die folgende Inschrift: Dieser Friedhof wurde im Sommer 1923 eingeweiht, nachdem wir unseren seitherigen an die hiesige Zeche abgeben mussten. Die Umbettung unserer teuren Verstorbenen auf diesen Friedhof geschah im Winter 1923-24. 